# Caythorpe, Lincolnshire
Caythorpe är en ort och civil parish i Storbritannien.   Den ligger i grevskapet Lincolnshire och riksdelen England, i den sydöstra delen av landet, 170 km norr om huvudstaden London. Caythorpe ligger 55 meter över havet och antalet invånare är 1 472.
Terrängen runt Caythorpe är platt. Runt Caythorpe är det ganska tätbefolkat, med 139 invånare per kvadratkilometer. Närmaste större samhälle är Grantham, 12,0 km söder om Caythorpe. Trakten runt Caythorpe består till största delen av jordbruksmark.